# Le Dernier Été (téléfilm)
Pour plus de détails, voir Fiche technique et Distribution.
Pour les articles homonymes, voir Dernier été.
Le Dernier Été est un téléfilm français réalisé par Claude Goretta en 1997.

## Synopsis
Dans les années 1930, Georges Mandel, ancien collaborateur de Georges Clemenceau, est l'un des parlementaires les plus talentueux de l'Assemblée nationale, à la fois écouté et redouté. Journaliste et député de la Gironde, il est nommé au poste de ministre des PTT, puis des Colonies. Cet homme de droite hors de tout parti, volontiers cassant et autoritaire, est le premier à s'engager contre la montée du nazisme.

## Fiche technique
- Réalisation : Claude Goretta
- Scénario : Jean-Michel Gaillard, d'après le roman de Nicolas Sarkozy, Georges Mandel, le moine de la politique (Grasset, 1994)[1]
- Sociétés de production : Jem Productions, France 2, France 3
- Image : Dominique Brenguier
- Ingénieur du son : Daniel Ollivier
- Montage : Marie-Françoise Michel
- Musique : Bruno Coulais
- Pays :  France
- Genre : Drame
- Durée : 81 minutes
- Dates de diffusion : 15 décembre 1997 et 3 février 2020 sur France 5

## Distribution
- Jacques Villeret : Georges Mandel
- Catherine Frot : Béatrice Bretty
- Émilie Delaunay : Claude Mandel
- Jean Dautremay : Paul Reynaud
- Jean Davy : le maréchal Philippe Pétain
- Victor Garrivier : Léon Blum
- Patrice Melennec : le député Xavier Vallat
- Geoffrey Bateman : le général Edward Spears
- Jean Lescot : le directeur de l'épargne
- Pierre Baillot : le médecin Clément
- Gérard Croce : l'homme ministère PTT
- René Loyon : un gendarme